# The King in the Tree: Three Novellas
The King in the Tree: Three Novellas är en samling med tre kortromaner av den amerikanske författaren Steven Millhauser, utgiven 2003 av Alfred A. Knopf. Berättelsernas teman är otrohet och passion. Variationer på figurer från kända sagor och legender förekommer, som Don Juan och Tristan och Isolde.

## Innehåll
- "Revenge"
- "An Adventure of Don Juan"
- "The King in the Tree"